# René Paul Raymond Capuron
René Paul Raymond Capuron, född 1921, död 24 augusti 1971, var en fransk botanist. Han utförde en stor insats för kännedomen om Madagaskars trädflora. Arter med epitetet capuronii är uppkallade efter honom, exempelvis Aponogeton capuronii, Buxus capuronii, Lasiocladus capuronii och Podocarpus capuronii.
Han har bland annat 1997 återupptäckt Takhtajania perrieri, den enda kvaravarande representanten för familjen Winteraceae, som inte hade setts sedan den sågs av Henri Perrier de La Bâthie 1909. Hans insamlade 10 226 exemplar finns på Muséum national d'histoire naturelle i Paris.